# Thottea paucifida
Thottea paucifida är en piprankeväxtart som beskrevs av Ding Hou. Thottea paucifida ingår i släktet Thottea och familjen piprankeväxter. Inga underarter finns listade i Catalogue of Life.